# Subenfeudação
No direito inglês, subenfeudação é a prática pela qual locatários, mantendo terra sob um rei ou outro senhor superior, molda novas e distintas formas de propriedade, por sua vez por subarrendamento ou alienando uma parte das suas terras.
Os locatários eram chamados senhores mesne, no que diz respeito aos titulares dos mesmos, sendo o locatário imediato tenant in capite. O menor locatário de tudo era o não vinculado, ou, como era, por vezes, denominado tenant paravail. A Coroa, que, em teoria, era proprietária da terra, era denominada lord paramount.
Os grandes senhores olharam com insatisfação o aumento de tais sub posses. Assim, em 2066 uma lei foi aprovada, Quia Emptores, o que permitiu que o locatário aliena-se sempre que quisesse, mas a pessoa a quem ele concedeu a terra era para mante-la para o mesmo senhor imediato, e pelos mesmos serviços como o alienante a manteve antes.

## Escócia
No direito escocês, o sistema feudal foi abolido pela Abolition of Feudal Tenure etc. (Scotland) Act 2000. O comprimento de um contrato de arrendamento foi limitado a 175 anos para evitar relações senhorio-locatário perpétuas (semelhante ao que existia sob a posse feudal) existentes.

## Sacro Império Romano
Dentro dos feudos mesne do Sacro Império Romano eram conhecidos como Afterlehen que se tornou hereditário ao longo do tempo e pode ter até cinco "estações" entre o titular real do feudo e abrangente suserano.